# Chłopiec

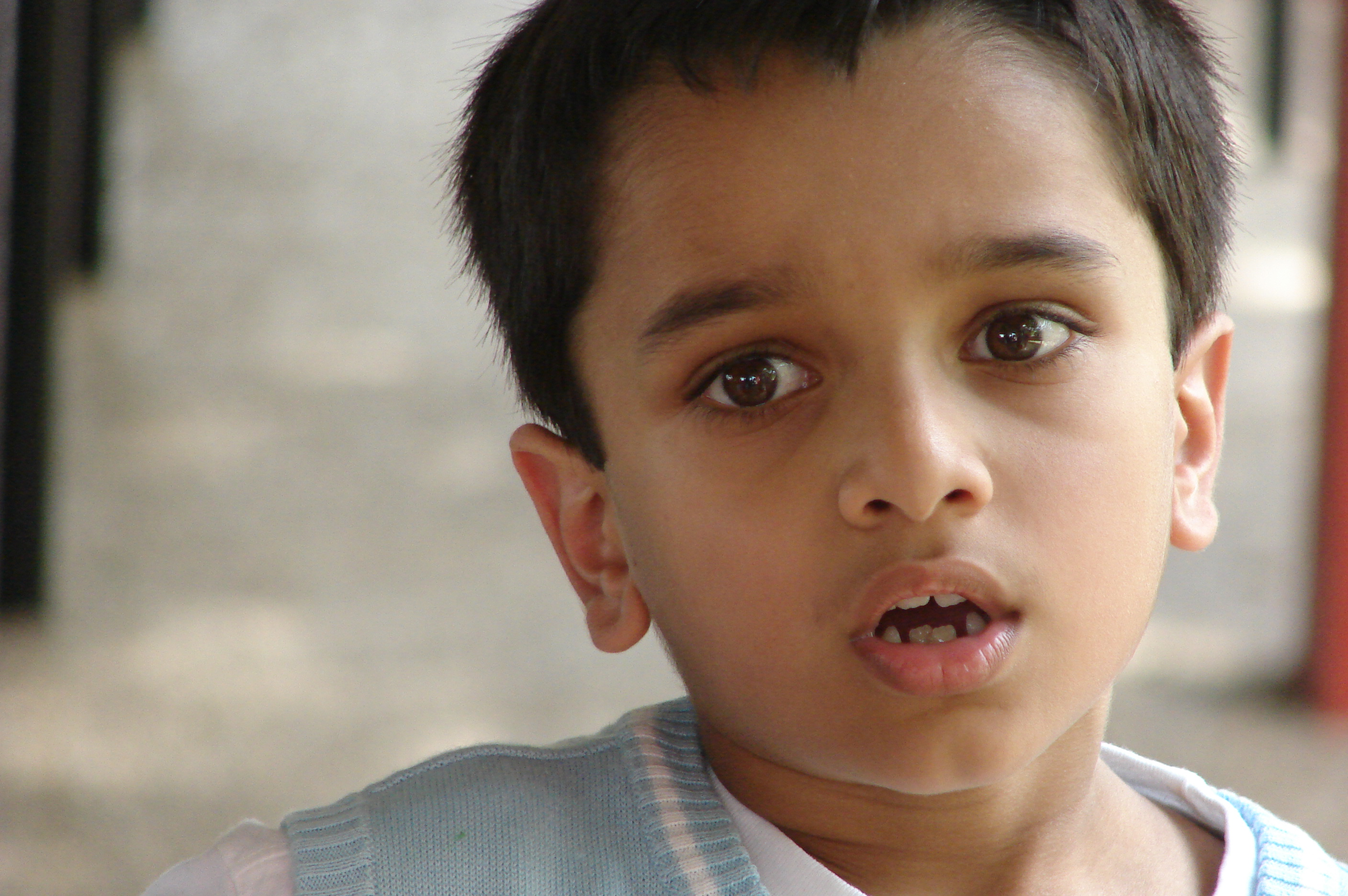
Chłopiec (2007)

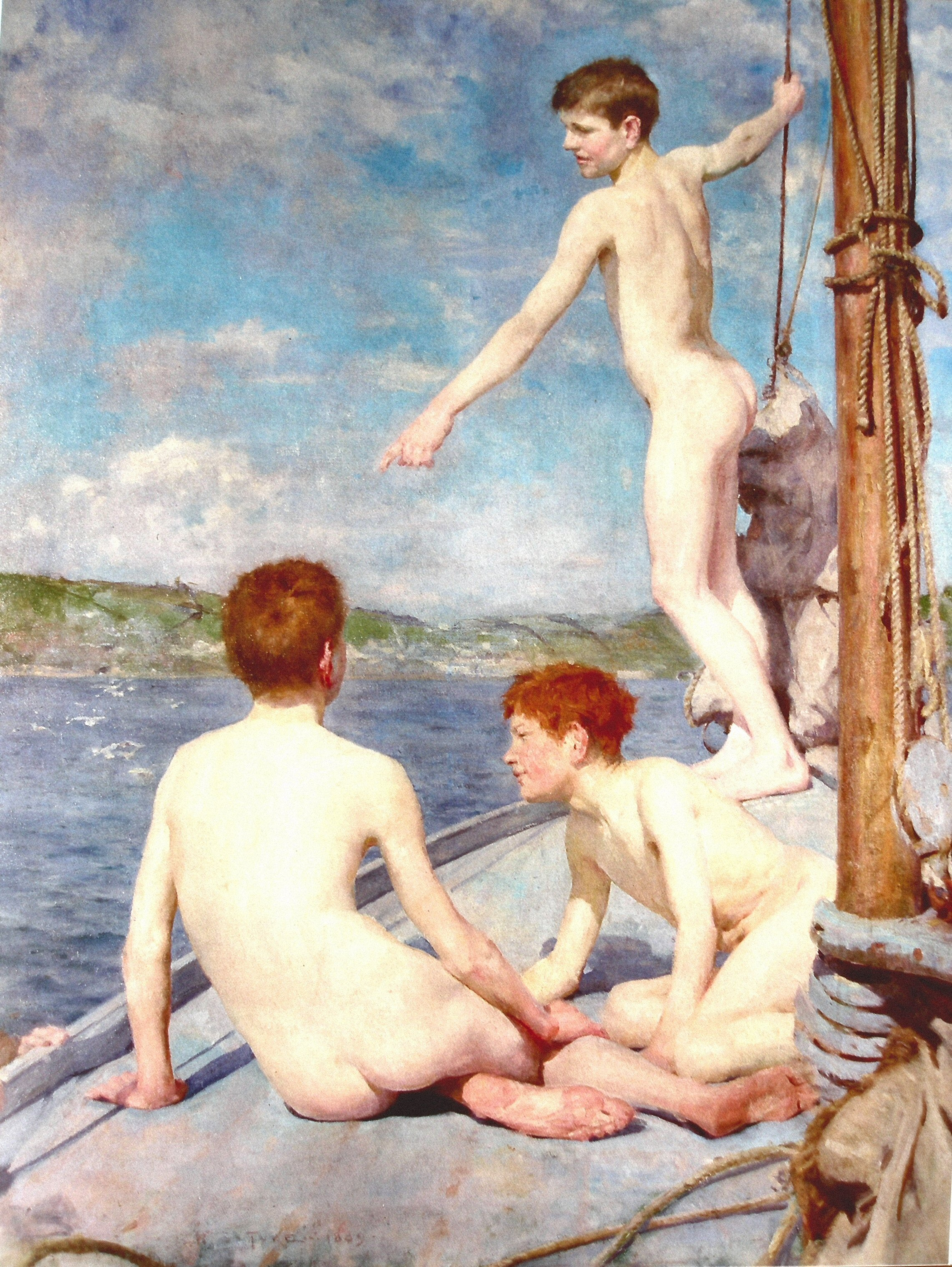
Henry Scott Tuke, Kąpiący się, 1889

Chłopiec (także: chłopak; dawniej chłopię, otrok) – młody człowiek płci męskiej. Wiek, w którym chłopiec staje się mężczyzną, jest różny w różnych społeczeństwach. Zwykle przejście z okresu dojrzewania do dojrzałości następuje w wieku kilkunastu lat.
W mowie potocznej słowo „chłopak” (zwykle w wyrażeniu: mój/czyjś chłopak) jest często używane w znaczeniu młodego nieżonatego mężczyzny związanego z kimś uczuciowo, z kim stanowi parę. W znaczeniu historycznym był to młody pracownik wykonujący zwykle prace pomocnicze (np. chłopak na posyłki).

## Etymologia
Rzeczowniki „chłopiec”, „chłopię”, „chłopak” są pokrewne z wyrazami chłop i pacholę. Każde z tych słów zachowuje się nieco inaczej pod względem gramatycznym: forma „chłopiec” jest regularna, „chłopię” należy do rodzaju nijakiego i przez to łączy się z liczebnikami zbiorowymi, wreszcie pochodzący z dialektu mazowieckiego „chłopak” odmienia się w liczbie mnogiej dwojako: męsko- i niemęskoosobowo.

## Normy grupowe i kształtowanie postaw
Chłopcy z różnych grup wiekowych często należą do kręgów społecznych, które ustalają swoje unikalne normy. Te normy służą jako punkt odniesienia dla chłopców oceniających swoich rówieśników. Przestrzeganie tych norm grupowych często ma większe znaczenie niż samo przynależenie do grupy. W rzeczywistości chłopcy, którzy nie przestrzegają tych norm, są często oceniani niżej niż ci, którzy mimo bycia obcymi, przestrzegają norm grupy. To zjawisko podkreśla potężny wpływ norm grupowych na kształtowanie postaw i działań oraz społeczne implikacje konformizmu.

## Sztuka
Chłopcy są bohaterami wielu utworów literackich, spośród których znane na całym świecie są m.in.:
- Chłopcy z Placu Broni Ferenca Molnára (węg. A Pál utcai fiúk, „Chłopcy z ulicy Pawła”; różne tłumaczenia na ponad 30 języków)[7]
- Mikołajek i inne chłopaki René Goscinnego (fr. Le Petit Nicolas et les copains)

## Sport
W wielu dyscyplinach sportowych istnieją osobne rozgrywki dla chłopców. Przykładowo, w tenisie każdy turniej wielkoszlemowy zawiera gry pojedyncze i podwójne chłopców (definiowanych jako osoby płci męskiej w wieku rocznikowym najwyżej 18 lat).
Męskie konkurencje na olimpijskim festiwalu młodzieży Europy są określane jako konkurencje chłopców.